# Corbeau à nuque blanche
Corvus albicollis
Espèce
Statut de conservation UICN

 LC  : Préoccupation mineure
Répartition géographique
Le Corbeau à nuque blanche (Corvus albicollis) est une espèce de passereau de la famille des Corvidae, originaire d'Afrique du Sud et d'Afrique de l'Est. Il mesure de 50 cm à 54 cm de longueur.

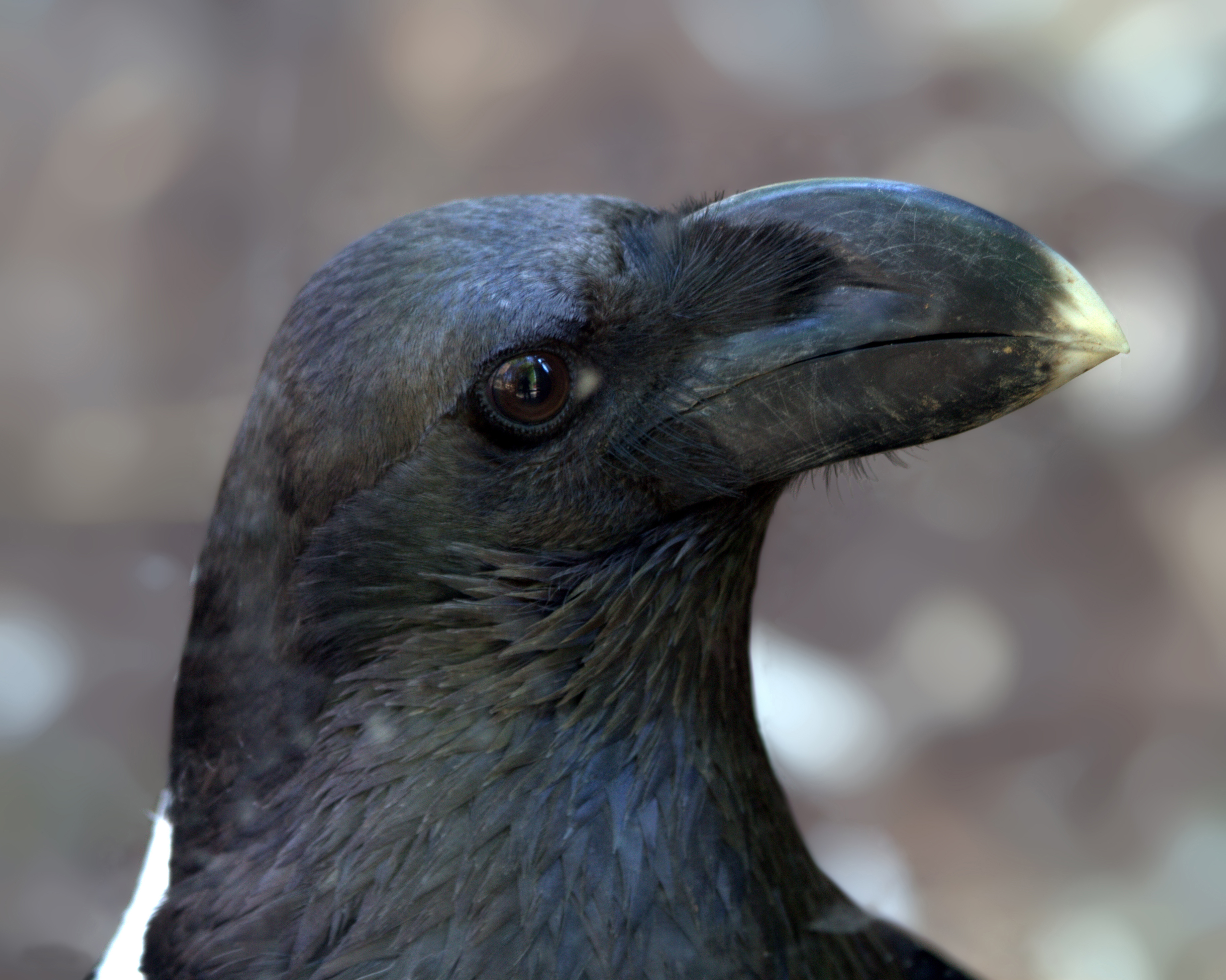
Détail de la tête et du bec de Corvus albicollis